# سابورو كاوابوتشي
سابورو كاوابوتشي (川 淵 三郎) ولد في 3 ديسمبر 1936 هو لاعب كرة قدم ياباني ومدرب سابق لفريق اليابان الوطني لكرة القدم. بين عامي 2002 و 2008 شغل منصب رئيس اتحاد كرة القدم الياباني.

## مسيرته الكروية
لعب سابورو كاوابوتشي خلال مسيرته الاحترافية مع نادِ واحدٍ في ستة مواسم وسجل خلالها 10 أهداف ضمن 68 مباراة. ولم يفز بأي موسم بالكأس أو بالدوري.
خاض سابورو كاوابوتشي مسيرته مع نادي جيف يونايتد تشيبا في موسم 1965 ليلعب معه ستة مواسم، مشاركًا في 68 مباراة سجل خلالها 10 أهداف.

## روابط خارجية
- سابورو كاوابوتشي على موقع الاتحاد الدولي (مؤرشف)  (الإنجليزية)
- سابورو كاوابوتشي على موقع ناشيونال فوتبول تيمز (الإنجليزية)
- سابورو كاوابوتشي على موقع عالم كرة القدم.نت (الإنجليزية)
- سابورو كاوابوتشي على موقع أوليمبيديا (الإنجليزية)

1. ↑  سابورو كاوابوتشي  على موقع SportsReference  - سبورتس رفرنس
2. ↑  "سابورو كاوابوتشي". فرق كرة القدم الوطنية. Benjamin Strack-Zimmerman. اطلع عليه بتاريخ 2020-06-26.